# Pa čeprav ni zmeraj kaviar
Pa čeprav ni zmeraj kaviar (v izvirniku nemško Es muß nicht immer Kaviar sein) je vohunski roman, ki ga je spisal Johannes Mario Simmel (1924–2009) leta 1960, v slovenščino pa je bil preveden leta 1974. Zanimivost romana je, da vsebuje poleg vohunjenja še kuharske specialitete, za katere so v romanu napisani celotni recepti. Pisatelj sam je na začetku romana napisal, da temelji na resničnih dogodkih, le imena so spremenjena.

## Sinopsis
Zgodba sledi Thomasu Lievenu, kar seveda ni njegovo pravo ime, ki je veliki ljubitelj hrane, kuharski mojster in za počez še vohun. Najprej Thomasa spoznamo letu 1957, ko naj bi bil že upokojen vohun, a kaj kmalu ugotovi, da ga državni kremplji še nočejo izpustili. Nato se vrnemo na sam začetek, v daljno leto 1939, ko je bil Thomas še bančnik in ga je partnerjeva sleparija stala izgona iz več držav. Ostal bi lahko le, če bi delal za državne protiobveščevalne službe. Tako mora obljubiti vohunstvo najprej nemški obveščevalni službi, potem pa še francoski. Le par tednov po njegovem končanem urjenju za vohuna se prične druga svetovna vojna in Thomas je pahnjen v samo središče dogajanja. Vedno pa se rad vrne v kuhinjo, kjer lažje razmišlja in snuje svoje pretkane misije ter seveda tudi recepte.

## Izdaja
V nemščini je roman izšel leta 1960, prvič v slovenščini pa 1974 pri založbi Obzorja. Kasneje je roman doživel še dve izdaji, leta 1981 pri isti založbi ter 2005, ko je izšel pri založbi Delo.
Roman je kot 27. po vrsti uvrščen v zbirko Vrhunci erotike in napetosti, ki spada v Delovo knjižnico. 